# Élection du Conseil de sécurité des Nations unies de 2018
La 74e élection du Conseil de sécurité des Nations unies a eu lieu le 8 juin 2018 pendant la 72e session  de l’Assemblée générale des Nations unies au siège des Nations unies à New York. Cette élection consiste à renouveler cinq des dix sièges non permanents du Conseil, les nouveaux membres étant élus pour un mandat de deux ans commençant le 1er janvier 2019 et s'achevant le 31 décembre 2020. Les cinq sièges permanents, comme l'indique leur dénomination, ne sont pas concernés par cette élection. Les sièges à renouveler sont :
- un pour l'Afrique ;
- un pour l'Asie-Pacifique ;
- un pour l'Amérique latine et les Caraïbes ;
- deux pour l'Europe occidentale et autres États.

L'Allemagne et la Belgique sont élues pour l'Europe occidentale et autres États ; la République dominicaine pour l'Amérique latine et les Caraïbes ; l'Afrique du Sud représentera l'Afrique et l'Indonésie l'Asie-Pacifique.

## Candidats

### Afrique
- Afrique du Sud

### Asie-Pacifique
- Maldives
- Indonésie

### Amérique latine et Caraïbes
- République dominicaine

### Europe occidentale et autres États
- Belgique
- Allemagne
- Israël — retiré en mai 2018

## Résultats

### Groupes Afrique et Asie-Pacifique
| Résultats des élections pour les groupes Afrique et Asie-Pacifique | Résultats des élections pour les groupes Afrique et Asie-Pacifique |
| ------------------------------------------------------------------ | ------------------------------------------------------------------ |
| Membres                                                            | 1er tour                                                           |
| Afrique du Sud                                                     | 183                                                                |
| Indonésie                                                          | 144                                                                |
| Maldives                                                           | 46                                                                 |
| Abstentions                                                        | 0                                                                  |
| Majorité requise                                                   | 127                                                                |

### Groupe Amérique latine et Caraïbes
| Résultat de l'élection pour le groupe Amérique latine et Caraïbes | Résultat de l'élection pour le groupe Amérique latine et Caraïbes |
| ----------------------------------------------------------------- | ----------------------------------------------------------------- |
| Membres                                                           | 1er tour                                                          |
| République dominicaine                                            | 184                                                               |
| Abstentions                                                       | 6                                                                 |
| Majorité requise                                                  | 123                                                               |

### Groupe Europe occidentale et autres États
| Résultats de l'élection pour le groupe Europe occidentale et autres États | Résultats de l'élection pour le groupe Europe occidentale et autres États |
| ------------------------------------------------------------------------- | ------------------------------------------------------------------------- |
| Membres                                                                   | 1er tour                                                                  |
| Allemagne                                                                 | 184                                                                       |
| Belgique                                                                  | 181                                                                       |
| Abstentions                                                               | 2                                                                         |
| Majorité requise                                                          | 126                                                                       |